# Parviz Nasibov
Parviz Nasibov (en ucraniano: Парвіз Насібов; Muğanlı, Azerbaiyán, 18 de agosto de 1998) es un deportista ucraniano que compite en lucha grecorromana.
Participó en dos Juegos Olímpicos de Verano, obteniendo dos medallas de plata, en Tokio 2020 y París 2024, en la categoría de 67 kg. Ganó dos medallas de bronce en el Campeonato Europeo de Lucha, en los años 2023 y 2024.

## Palmarés internacional
| Juegos Olímpicos   | Juegos Olímpicos   | Juegos Olímpicos  | Juegos Olímpicos |
| Año                | Lugar              | Medalla           | Categoría        |
| ------------------ | ------------------ | ----------------- | ---------------- |
| 2020               | Tokio (Japón)      | Medalla de plata  | 67 kg            |
| 2024               | París (Francia)    | Medalla de plata  | 67 kg            |
| Campeonato Europeo |                    |                   |                  |
| Año                | Lugar              | Medalla           | Categoría        |
| 2023               | Zagreb (Croacia)   | Medalla de bronce | 67 kg            |
| 2024               | Bucarest (Rumania) | Medalla de bronce | 72 kg            |